# Olympus C-220 Zoom
La Olympus C-220 Zoom, conosciuta anche come Olympus D-520 Zoom è una fotocamera digitale entry level di Olympus.
La C-220 Zoom è dotata di un sensore CCD da 2,1 Megapixel, di un obiettivo ottico 3x e di un sistema autofocus TTL. Fra le principali caratteristiche troviamo il bilanciamento del bianco programmabile in 5 impostazioni e una funzione macro con distanza minima di messa a fuoco di 20 cm. Con questa fotocamera è possibile registrare anche piccoli filmati video a bassa risoluzione, fino ad un massimo di 60 secondi.